# 잭 시아타렐리
지아키노 마이클 치아타렐리(Giacchino "Jack" Michael Ciattarelli, 1961년 12월 12일 ~ )는 미국의 정치인이다.

## 학력
- 시튼 홀 대학교 인문사회 학사
- 시튼 홀 대학교 경영학 석사

## 경력
- 2007.01 ~ 2011.11 퍼세이익 카운티 위원회 제2선거구 위원
- 2011.12 ~ 2018.01 제214·215·216·217대 뉴저지주 제16선거구 하원의원

## 역대 선거 결과
| 선거명      | 직책명                                | 대수  | 정당   | 득표율 | 득표수      | 결과 | 당락                    |
| ----------- | ------------------------------------- | ----- | ------ | ------ | ----------- | ---- | ----------------------- |
| 2006년 선거 | 카운티 위원 (서머싯 카운티 제3선거구) | -대   | 공화당 | 25.42% | 44,638표    | 2위  | 서머싯 카운티 위원 당선 |
| 2009년 선거 | 카운티 위원 (서머싯 카운티 제3선거구) | -대   | 공화당 | 29.45% | 54,848표    | 1위  | 서머싯 카운티 위원 당선 |
| 2011년 선거 | 하원의원 (뉴저지 제16선거구)          | 215대 | 공화당 | 26.12% | 19,770표    | 2위  | 뉴저지 주의원 당선      |
| 2013년 선거 | 하원의원 (뉴저지 제16선거구)          | 216대 | 공화당 | 28.26% | 32,125표    | 1위  | 뉴저지 주의원 당선      |
| 2015년 선거 | 하원의원 (뉴저지 제16선거구)          | 217대 | 공화당 | 25.44% | 16,577표    | 1위  | 뉴저지 주의원 당선      |
| 2021년 선거 | 뉴저지 주지사                         | 56대  | 공화당 | 48.00% | 1,255,185표 | 2위  | 낙선                    |
| 2025년 선거 | 뉴저지 주지사                         | 57대  | 공화당 | %      | 표          | 위   |                         |